# 고필덕
"고필덕"은 2007년에 제작한 대한민국의  영화이다.

## 캐스팅
- 서정수 - 고필덕 역
- 이희준 - 봉준 역
- 최원홍 - 필무 역
- 지윤정 - 혜원 역
- 조영도 - 택시기사 역
- 조성준 - 술집사장 역
- 장효상 - 술집점원 역
- 고기혁 - 가판대 역
- 권동현 - 농구선수들 역
- 이학주 - 농구선수들 역
- 정해정 - 농구선수들 역